# Gigantactis longicauda
Gigantactis longicauda is een straalvinnige vissensoort uit de familie van wipneuzen (Gigantactinidae). De wetenschappelijke naam van de soort is voor het eerst geldig gepubliceerd in 2002 door Bertelsen & Pietsch.